# Tennisbold
En tennisbold er en bold, som er designet til tennis. Ved betydelige sportsbegivenheder har tennisbolde en fluorescent gul farve , men ved rekreationelt spil kan de være næsten alle farver. Tennisbolde er dækket med fiberfyldt filt, som justerer deres aerodynamiske egenskaber, og de har alle hvide bueformede kurver, der går omkring bolden.

## Specifikationer
Moderne tennisbolde må leve op til bestemte kriterier i forhold til størrelse, vægt, deformation og opspring for at blive godkendt til reguleret spil. International Tennis Federation (ITF) definerer den officielle diameter som 6,54-6,86 cm. Bolde må have masser i forholdet 56,0-59,4 gram. Gul og hvid er de eneste farver, der er godkendt af ITF og de fleste bolde, der er produceret, er fluorescens gule og kendte som "optisk gule". Efter at de første gang blev introduceret i 1972 så viste efterfølgende forskning, at de er mere synlige på tv.
Tennisbolde er fyldte med luft og deres overflade dækkes af ensartet filt på en gummisammensætning. Filten forsinker flow separation i grænsefladen, som reducerer luftmodstanden og giver bolden bedre flyveegenskaber.